# Championnat de Madagascar de basket-ball
Le championnat de Madagascar de basket-ball,, appelé le N1A, est le championnat de basket-ball masculin de plus haut niveau à Madagascar. Actuellement, douze équipes participent à la compétition pour déterminer les champions nationaux de Madagascar.
Le club de GNBC, Gendarmerie Nationale Basketball Club, est le champion en titre, titre remporté en 2024. L'ASCUT détient le record du plus grand nombre de titres avec six titres.
Les vainqueurs de chaque saison de N1A participent à la Road to BAL, les tours de qualification de la Basketball Africa League (BAL).

## Format
La saison débute avec douze équipes réparties dans deux conférences (Ouest et Est), Les quatre premières de chaque conférence se qualifient pour l'Elite 8. L'équipe classée dernière de chaque groupe est reléguée en N1B (le deuxième niveau national). Les quatre meilleures équipes de l'Elite 8 accèdent au Final Four qui se joue au meilleur des cinq matchs pour déterminer le champion N1A.

## Équipes
Voici les 12 équipes de la saison 2022 :
| Équipe           | Emplacement      |
| Conférence Ouest | Conférence Ouest |
| ---------------- | ---------------- |
| Cosmos           | Région Diana     |
| SEBAM            | Boeny            |
| GNBC             | Vakinankaratra   |
| TGBC             |                  |
| MB2ALL           | Antananarivo     |
| 2BC              | Vakinankaratra   |
| Conférence Est   |                  |
| ASCB Boeny       | Boeny            |
| COSPN            | Analamanga       |
| COSPN 2          | Analamanga       |
| ASCUT            | Toamasina        |
| ASCB Boeny       | Boeny            |
| AS Fanalamanga   | Alaotra-Mangoro  |

## Palmarès

### Palmarès par édition
| Année     | Vainqueur       | Finaliste   | Troisième place | Réf.  |
| --------- | --------------- | ----------- | --------------- | ----- |
| 2007      | SEBAM Boeny (1) |             |                 |       |
| 2008      | ASCUT (1)       |             |                 |       |
| 2009      | COSFA           |             |                 |       |
| 2010      | SEBAM Boeny (2) |             |                 |       |
| 2011      | ASCUT (2)       |             |                 |       |
| 2012      | ASCUT (3)       |             |                 |       |
| 2013      | ASCUT (4)       | COSFA       |                 |       |
| 2014      | ASCUT (5)       | COSFA       | COSPN           | [ 5 ] |
| 2015      | SEBAM Boeny (3) |             |                 |       |
| 2016      | GNBC (1)        | COSPN       | ASCUT           |       |
| 2017      | ASCB Boeny (1)  | SBBC Boeny  | ASCUT           |       |
| 2018      | COSPN (1)       | ASCB Boeny  | Cosmos          |       |
| 2019      | GNBC (2)        | COSPN       | ASCB Boeny      |       |
| 2020-2021 | ASCUT (6)       | GNBC        | SEBAM Boeny     |       |
| 2021      | COSPN (2)       | SEBAM Boeny | GNBC            |       |
| 2022      | COSPN (3)       | ASCUT       |                 | [ 6 ] |
| 2023      | GNBC (3)        | ASCUT       |                 | ,     |
| 2024      | GNBC (4)        |             |                 | [ 9 ] |

### Palmarès par club
| Rang | Équipe      | Titres | Finalistes | Titres par édition                 | Finales perdues |
| ---- | ----------- | ------ | ---------- | ---------------------------------- | --------------- |
| 1    | ASCUT       | 6      | 2          | 2008, 2011, 2012, 2013, 2014, 2021 | 2022, 2023      |
| 2    | COSPN       | 3      | 2          | 2018, 2021, 2022                   | 2016, 2019      |
| 3    | GNBC        | 3      | 1          | 2016, 2019, 2023, 2024             | 2021            |
| 3    | SEBAM Boeny | 3      | 1          | 2007, 2010, 2015                   | 2021            |
| 4    | ASCB Boeny  | 1      | 1          | 2017                               | 2018            |
| 5    | SBBC Boeny  | 0      | 1          | –                                  | 2017            |
| 6    | COSFA       | 1      | 2          | 2009                               | 2013, 2014      |